# Американський тато!
«Американський тато!» (англ. American Dad!) — американський комедійний мультсеріал виробництва студії «Андердог» (Underdog Productions) та «Фаззі Дор» (Fuzzy Door Productions) на замовлення «20th Century Fox». Він був придуманий і розроблений, в основному, Сетом МакФарлейном, творцем серіалу «Гріффіни». В Україні мультсеріал транслювався на каналах «RU Music», «ICTV», «QTV», «М1» і «НЛО TV».

## Сюжет
«Американський тато!» є яскравим представником сатиричного мультиплікаційного серіалу про життя американської сім'ї. Сюжет розгортається довкола родини Смітів, яка складається з чотирьох людей, одного прибульця і золотої рибки, котра вміє говорити.
Аналогічно «Південного парку» мультсеріал постійно концентрується на різних особливостях поп-культури, політики, релігії і будь-якій іншій суспільстві тематиці. У серіалі часто звучать «шпильки» про сучасне суспільство і гумор, що показує особливості американського суспільства.
Перший пілотний випуск відбувся в США 6 лютого 2005 року на каналі «Фокс», через 30 хвилин після закінчення «39 Суперкубка Америки». Починаючи з 1 травня 2005 року, серіал почав виходити регулярно відразу ж після прем'єрного показу нового сезону серіалу «Гріффіни».

## Персонажі
Персонажі серіалу «Американський тато» відрізняються своєрідною логікою мислення. Їх вчинки часто можна класифікувати як абсурдні. У серіалі присутні: анархісти, ґеї, феміністки, ліберали, консерватори.
Син Стена Стів і прибулець Роджер, що 80 % часу в серіалі проводять разом, це відсилка до коміксів Marvel — Капітан Америка / Стів Роджерс.

## Список епізодів
На кінець травня 2025 року вийшло 388 епізодів.
| Сезони | Епізоди | Прем'єрний показ | Прем'єрний показ | Прем'єрний показ |
| Сезони | Епізоди | Початок          | Завершення       | Мережа           |
| ------ | ------- | ---------------- | ---------------- | ---------------- |
| 1      | 7       | 6 лютого 2005    | 19 червня 2005   | Fox              |
| 2      | 16      | 11 вересня 2005  | 14 травня 2006   | Fox              |
| 3      | 19      | 10 вересня 2006  | 20 травня 2007   | Fox              |
| 4      | 16      | 30 вересня 2007  | 18 травня 2008   | Fox              |
| 5      | 20      | 28 вересня 2008  | 17 травня 2009   | Fox              |
| 6      | 18      | 27 вересня 2009  | 16 травня 2010   | Fox              |
| 7      | 19      | 3 жовтня 2010    | 22 травня 2011   | Fox              |
| 8      | 18      | 25 вересня 2011  | 13 травня 2012   | Fox              |
| 9      | 19      | 30 вересня 2012  | 12 травня 2013   | Fox              |
| 10     | 20      | 29 вересня 2013  | 18 травня 2014   | Fox              |
| 11     | 3       | 14 вересня 2014  | 21 вересня 2014  | Fox              |
| 12     | 15      | 20 жовтня 2014   | 1 червня 2015    | TBS              |
| 13     | 22      | 25 січня 2016    | 27 червня 2016   | TBS              |
| 14     | 22      | 7 листопада 2016 | 11 вересня 2017  | TBS              |
| 15     | 22      | 25 грудня 2017   | 8 квітня 2019    | TBS              |
| 16     | 22      | 15 квітня 2019   | 27 квітня 2020   | TBS              |
| 17     | 22      | 13 квітня 2020   | 21 грудня 2020   | TBS              |
| 18     | 22      | 19 квітня 2021   | 25 жовтня 2021   | TBS              |
| 19     | 22      | 24 січня 2022    | 19 грудня 2022   | TBS              |
| 20     | 22      | 27 березня 2023  | 18 грудня 2023   | TBS              |
| 21     | 22      | 28 жовтня 2024   | 24 березня 2025  | TBS              |

## Випуски на DVD
| Назва DVD     | Дата виходу     | Дата виходу     | Дата виходу     | Ep # | Додаткова інформація |
| Назва DVD     | Регіон 1        | Регіон 2        | Регіон 4        | Ep # | Додаткова інформація |
| ------------- | --------------- | --------------- | --------------- | ---- | --- |
| Частина перша | 25 квітня, 2006 | 24 квітня, 2006 | 24 травня, 2006 | 13   | Комплект складається з трьох дисків. На дисках містяться перші 13 епізодів з першого сезону. Додаткові матеріали включають в себе коментарі авторів сценарію і режисерів до кожної серії, бонусний фільм: «All in the Family: Creating American Dad» і «Secrets of the Glass Booth: Behind the Voices of American Dad», а також 42 віддалених моменту з епізодів серіалу. При виході у другий DVD зоні, диск був перейменований в «Сезон 1» |
| Частина друга | 15 травня, 2007 | 28 травня 2007  | не визначено    | 19   | Комплект з трьох дисків, що містить 10 епізодів першого сезону і 9 епізодів другого сезону. Також на диску представлені докладні коментарі, деякі видалені сцени з серіалу, а також Бонуси: «Season One Remembered» і «An American Dad Like No Other». |

## Ролі озвучували
- Сет МакФарлейн (англ. Seth MacFarlane) — Стен, Роджер
- Венді Шаал (англ. Wendy Schaal) — Френсін
- Рейчел МакФарлейн (англ. Rachael MacFarlane) — Хейлі
- Скотт Граймс (англ. Scott Grimes) — Стів
- Ді Бредлі Бейкер (англ. Dee Bradley Baker) — Клаус

## Команда розробників
- Сет МакФарлейн — автор ідеї / сценарист / виконавчий продюсер
- Майк Баркер — автор ідеї, сценарист / виконавчий продюсер
- Метт Вітзмен — автор ідеї, сценарист / виконавчий продюсер
- Девід Цукерман — сценарист / продюсер
- Рікі Вінер — сценарист / продюсер
- Кені Швартц (англ. Kenny Schwartz) — сценарист / продюсер
- Нахнатчка Кхан (англ. Nahnatchka Khan) — сценарист / продюсер
- Майкл Шиплі (англ. Mike Shipley) — сценарист / продюсер
- Джим Бернстейн (англ. Jim Bernstein) — сценарист / продюсер
- Стів Хейлі (англ. Steve Hely) — сценарист / редактор
- Брайн Бойл (англ. Brian Boyle) — сценарист / продюсер
- Кріс Маккенна (англ. Chris McKenna) — сценарист / редактор
- Метт Маккенна (англ. Matt McKenna) — сценарист / редактор
- Ден Веббер (англ. Dan Vebber) — сценарист / продюсер
- Джон Фенер (англ. Jon Fener) — сценарист / продюсер
- Джош Байсел (англ. Josh Bycel) — сценарист / продюсер

## Дубляж та закадрове озвучення

### Двоголосе закадрове озвучення телеканалу «RU Music»
- Ролі озвучували: Олександр Завальський і Ніна Касторф

### Багатоголосе\двоголосе закадрове озвучення студії «Так Треба Продакшн» на замовлення телекомпанії «ICTV»
- Ролі озвучували: Анатолій Пашнін, Сергій Ладесов, Валентина Сова, Наталя Поліщук

### Дубляж студії «CinemaSound Production» на замовлення телеканалу «НЛО TV»
- Ролі дублювали: Євген Малуха, Михайло Тишин, Олексій Сафін, Олександр Завальський, Дмитро Бузинський, Максим Сінчуков, Олег Лепенець, Павло Лі, Аліна Проценко, Олена Узлюк, Катерина Буцька

## Номінації та нагороди
У 2007 році «Американський тато» був номінований на престижну премію «Annie Awards» в категорії «найкращий сценарій телевізійного мультсеріалу». Офіційно номінувалася серія «The American Dad After School Special». За право володіти премією в цій категорії також боролися два сценарію серіалу «Гріффіни» і по одному сценарію від серіалів «Сімпсони» і «Мій партнер з фітнес-клубу — мавпа». 11 лютого 2007 року були оголошені переможці. У номінації «Найкращий сценарій телевізійного мультсеріалу» приз дістався серіалу «Сімпсони».